# Torta al pandano
La torta al pandano (in inglese pandan cake, chiffon cake, pandan chiffon, pandan chiffon cake; in indonesiano bolu pandan; in malese kek pandan; in khmer num sleok touy; in vietnamita Bánh pho sĩ, bánh lá dứa; in cantonese 班 蘭 蛋糕 traslitterato baan laan daan gou; in tailandese เค้ก ใบ เตย) è un dolce a base di pandano originario dell'Indonesia e diffuso principalmente nei paesi del sud-est asiatico.

## Storia
Le origini della torta al pandano non sono chiare. Le tecniche per preparare le torte furono introdotte nel sud-est asiatico attraverso la colonizzazione europea. Infatti, l'Indonesia era una colonia olandese, le Filippine erano sotto il dominio spagnolo, mentre la Malaysia e Singapore erano possedimenti britannici. La cucina europea dei coloni influenzò i gusti culinari degli asiatici ed ebbe un impatto di grande portata specialmente per quanto riguardava la produzione di pane, torte e altri prodotti di pasticceria. Nella cucina del sud-est asiatico, la foglia del pandano è un agente aromatizzante spesso impiegato per conferire un aroma gradevole a numerosi alimenti fra cui il riso, il cocco, bevande, torte e dolci. Pertanto, la torta al pandano nacque dalla fusione delle tradizionali tecniche europee di produzione dei dolci con l'uso di ingredienti coltivati nell'est asiatico. Oltre a essere popolare in Asia, la torta al pandano gode di una certa notorietà anche nelle comunità indo dei Paesi Bassi a causa dei suoi storici rapporti coloniali con l'Indonesia.

## Caratteristiche
La torta al pandano è un pan di Spagna che condivide molti ingredienti in comune con altre torte fra cui farina, uova, burro o margarina e zucchero. Tuttavia, si distingue per la presenza di succo di foglia di pandano che, a causa della presenza di clorofilla, conferisce alla torta la sua insolita tonalità verde. In altri casi, il dolce può presentare coloranti alimentari verdi che rendono ancora più acceso il suo colore verde oppure può essere preparata utilizzando l'estratto di Pandanus al posto del succo di pandano.

## Varianti

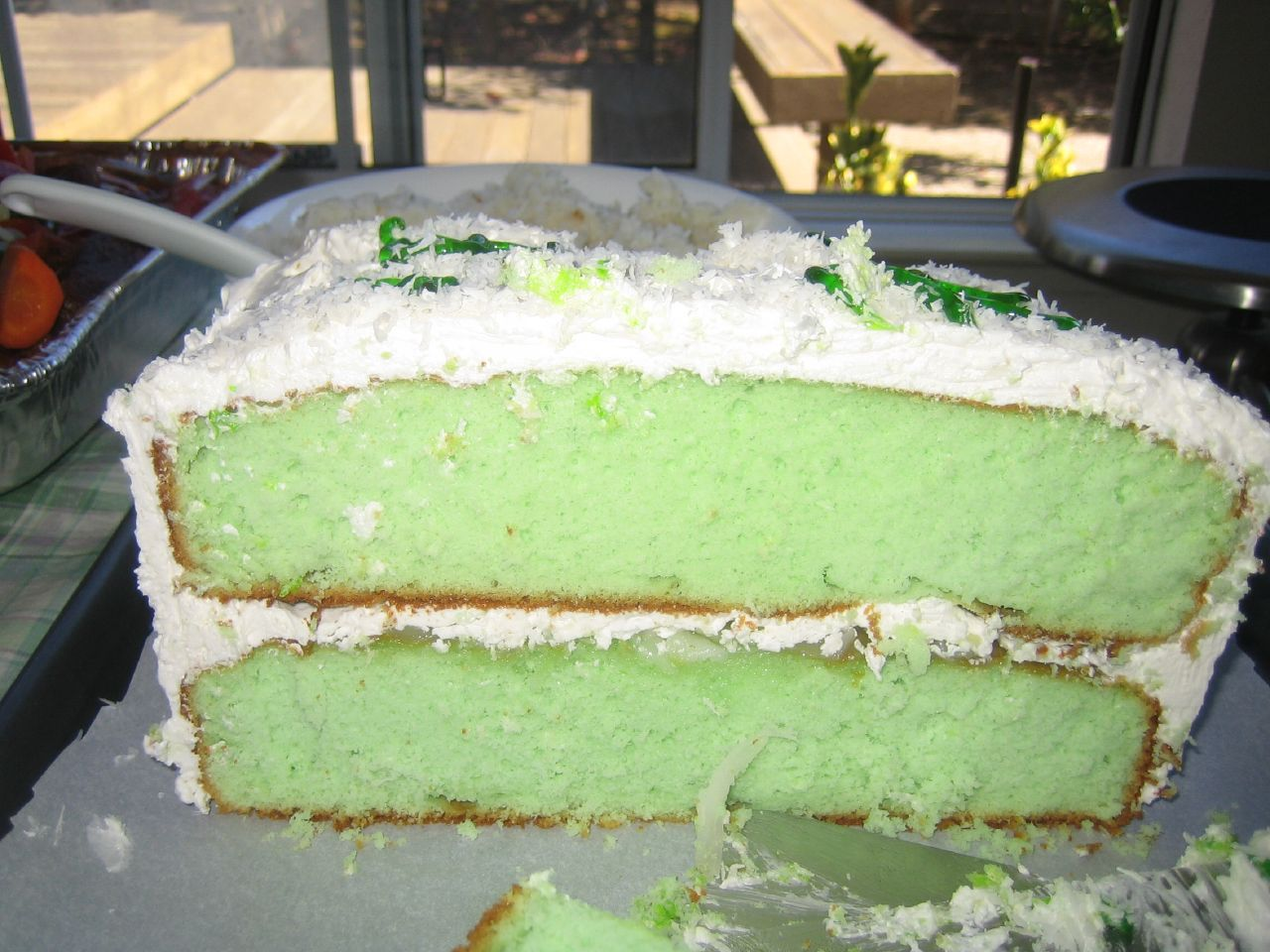
Buko pandan cake filippina.

A differenza degli altri paesi ove le torte al pandano non hanno guarnizioni, quelle Filippine vengono spesso insaporite con il cocco e prendono il nome di buko pandan cake o coconut pandan cake, che vengono cucinate usando noci di cocco giovani (buko) o macapuno.